# Jody Scheckter
Jody David Scheckter (* 29. ledna 1950 East London, Jihoafrická republika) je bývalý jihoafrický automobilový závodník, pilot formule 1 a mistr světa z roku 1979. Jeho vítězství v šampionátu bylo posledním triumfem vozu Ferrari na dlouhých 21 let (až do roku 2000), kdy Ferrari pilotoval Michael Schumacher a který se v této sezoně stal mistrem světa. Jody Scheckter je zároveň jediným mistrem světa formule 1, který pocházel z afrického kontinentu.

## Počátky kariéry
Narodil se 29. ledna 1950 v East Londonu v Jihoafrické republice, ve městě, které v 60. letech 20. století třikrát hostilo Velkou cenu Jihoafrické republiky. Závodit začal společně se svým starším bratrem Ianem na motokárách a později na motocyklech. V osmnácti letech, v roce 1968 přesedl do sedanu Renault R8. Jeho kariéru krátce přerušila vojenská služba, ale už v roce 1970 byl zpět a závodil ve formuli Ford.
V prvním závodě se mu nedařilo, dostal čtrnáctkrát hodiny. Další výsledky však zapůsobily natolik, že obdržel stipendium na starty formule Ford v Evropě na sezónu 1971. Vydal se do Spojeného království, kde se poprvé představil v rámci doprovodného podniku k Závodu šampionů v Brands Hatch. Překvapil ziskem prvního místa na startu a v závodě dlouho vedl, než jej vlastní chyba odsunula na druhé místo. Po několika dalších podobně vzrušujících výkonech se rozhodl postoupit rovnou do Formule 3. Díky osmi vítězstvím se v roce 1971 stal celkovým vítězem.
Jeho výsledky mu umožnily startovat za McLaren ve formuli 2. Přestože v této soutěži zvítězil pouze jednou, tým usoudil, že je již schopný startovat ve Formuli 1 a ještě v témže roce ho nechal startovat v Grand Prix USA. Uvedl se solidním devátým místem.

## Formule 1
V roce 1973 setrval u McLarenu, pokračoval ve formuli 2 a příležitostně se objevoval i na startu formule 1. Z pěti závodů dojel pouze jednou – doma v Jižní Africe se umístil devátý. Do centra pozornosti se toho roku dostal hned dvakrát. Poprvé, když vedl ve Velké ceně Francie a o vítězství jej připravil jen zbrklý útok Emersona Fittipaldiho. Podruhé, když v následujícím závodě v Grand Prix Velké Británie 1973 jeho sebedůvěra vzrostla natolik, že se pokusil o nesmyslný manévr, který způsobil řetězovou srážku mnoha vozů a závod musel být zastaven. Někteří dokonce požadovali pro Jodyho Schecktera zákaz závodění. Právě neohrožený až hazardérský jezdecký styl byl pro první fázi jeho kariéry typický.
Pro rok 1974 dostal nabídku od mistrovského týmu Tyrrell, kde jej čekal nelehký úkol, musel nahradit trojnásobného mistra světa Jackieho Stewarta, který skončil se závody. Jodyho první kompletní sezóna byla úspěšná. Zvítězil hned ve dvou závodech, v Grand Prix Švédska a Grand Prix Velké Británie 1974, přidal ještě čtyři umístění na stupních vítězů a v součtu získal 45 bodů a celkové třetí místo v šampionátu za Fittipaldim a Clayem Regazzonim. V tomto roce se na startu objevil i jeho starší bratr Ian. Ten se však v šampionátu objevoval nepravidelně a nikdy nezaznamenal výraznější úspěchy.
Následující sezóna tak úspěšná nebyla, Jody Scheckter však potěšil všechny své domácí fanoušky výhrou v Grand Prix Jihoafrické republiky 1975. Byl to jeho jediný triumf v sezóně, kdy se propadl na celkové sedmé místo v šampionátu. V sezóně 1976 se však dokázal znovu prosadit ve špičce. Byla to jeho poslední sezóna v Tyrrellu. Tým už nestavěl tak rychlá auta jako v minulosti, Scheckter navíc nebyl nadšen jeho experimentem se šestikolovým vozem, který Tyrrell v této sezóně nasadil. Přesto s ním dokázal zvítězit a po jeho triumfu ve Švédsku a sérii čtyř druhých míst skončil v šampionátu opět třetí za bojující dvojicí Lauda – Hunt.
Pro sezónu 1977 riskl přestup do nové stáje Waltera Wolfa. K překvapení diváků i celého světa formule 1 zvítězil při prvním startu týmu v argentinské Grand Prix a zapsal tak Wolf do historie – jen ve třech případech se novému týmu podařilo hned zvítězit (v roce 1954 Mercedesu a v roce 2009 Brawnu). Další průběh sezóny dokazoval, že to nebyla náhoda, zvítězil ještě dvakrát, přidal pět umístění na stupních vítězů. Rychlostně zastínil staronového šampiona Nikiho Laudu, Rakušan však jezdil spolehlivěji a to mu umožnilo získat druhý titul, zatímco Jody se stal vicemistrem. Jeho bratr Ian v tomto roce získal poprvé stále angažmá ve stáji March, jeho nejlepším výsledkem však bylo až desáté místo v Grand Prix Nizozemska a toho roku se závoděním skončil.
Druhý rok s Wolfem byl zklamáním, Jody ani jednou nezvítězil a navzdory několika druhým a třetím místům skončil v šampionátu až sedmý. Rozhodl se proto opět změnit tým. Zamířil do Scuderie Ferrari. Enzo Ferrari usiloval o Scheckterovo angažmá řadu let, proto se s ním ochotně dohodl. Jody navíc získal příslib podpory a status týmové jedničky, ačkoli v týmu již působil jiný Ferrariho oblíbenec, Gilles Villeneuve. Ferrari si totiž uvědomoval, že Villeneuve je sice rychlý, ale chybí mu rozvaha a větší zkušenosti, v čemž měl Jody Scheckter velkou výhodu, neboť za léta závodění vyzrál a stal se spolehlivým jezdcem.
Odpovídal tomu i začátek sezóny. Gilles Villeneuve vyhrál první dva závody s novým vozem a Jody Scheckter skončil až za ním. Jodyho to však nerozhodilo a zejména díky silnému středu sezóny a spolehlivějším jízdám se opět dostal do vedení v šampionátu. Vyhrál v Grand Prix Belgie 1978 a Grand Prix Monaka 1978 (po tomto závodě ukončil jeho bývalý tým Wolf činnost) a dojel druhý v nizozemském Zandvoortu, zatímco Villeneuve s výjimkou dvou druhých míst vůbec nebodoval. Jody Scheckter tak získal rozhodující podporu týmu, která určila, že vítězem rozhodujícího závodu v Grand Prix Itálie 1978 v Monze bude on. Villeneuve v závodě dodržel dohodu a kroužil za Jodym. Společně pak slavili titul, který měl být pro Ferrari poslední na dalších 21 let.  
Scheckterova poslední sezóna v roce 1980 nedopadla dobře. Nové Ferrari 312T5 nejenže nestačilo na špičku, ale nebylo často ani schopné, dovézt své piloty v první šestce. Nedařilo se ani kolegovi Villleneuveovi, nicméně ten dokázal alespoň čtyřikrát bodovat. Jody naproti tomu mezi prvními šesti dojel pouze jednou, když v Grand Prix Brazílie 1980 byl pátý. Dva body za toto umístění byly jeho jedinými a v šampionátu skončil hluboko v poli poražených, až na 19. místě. Na konci této sezóny se Jody rozhodl se závoděním skončit.

## Další život
Po odchodu z F1 se začal věnovat jiným odvětvím. Ve Spojených státech amerických podnikal ve výcviku se střelnými zbraněmi, na jehož prodeji o pár let později dobře vydělal. Jeho novou vášní se stalo ekologické farmaření, které provozoval na rozlehlé farmě v anglickém Hampshire.
Začal zároveň dohlížet na kariéru svých dvou synů Tobyho a Tomase, kterou mohl financovat právě ze svého nově nabytého jmění. Zejména Tomasovi se na začátku milénia poměrně dařilo a od roku 2002 startoval v zámořské sérii Indy Car, kde příležitostně slavil úspěchy.

## Výsledky ve formuli 1
- 1972 McLaren – neumístil se, 0 bodů
- 1973 McLaren – neumístil se, 0 bodů
- 1974 Tyrrell – 3. místo, 45 bodů
- 1975 Tyrrell – 7. místo, 20 bodů
- 1976 Tyrrell – 3. místo, 49 bodů
- 1977 Wolf – 2. místo, 55 bodů
- 1978 Wolf – 7. místo, 24 bodů
- 1979 Ferrari – Mistr světa, 51 bodů
- 1980 Ferrari – 19. místo, 2 body